# Ślepy tor (film 1947)
Ślepy tor (tytuł alternatywny Powrót) – polski film czarno-biały zrealizowany w 1948 roku. Zepchnięty na półkę przez komunistyczną cenzurę, premierę miał dopiero w 1991.

## Obsada
- Irena Eichlerówna – Elżbieta Gruszecka
- Helena Buczyńska – ciotka Anna
- Celina Niedźwiecka – Janina Rogowiczowa
- Alina Janowska – Ewka
- Hanka Bielicka – kelnerka Zosia
- Feliks Chmurkowski – Cezary Krogulski
- Marysia Bujańska – Marysia
- Tadeusz Burnatowicz – inż. Marek Rogowicz
- Edward Dziewoński – Winiarski
- Tadeusz Owczarek – Tadzik
- Zbigniew Skowroński – Antek
- Halina Głuszkówna
- Wacław Jankowski